# Marbleton
Marbleton is een plaats (town) in de Amerikaanse staat Wyoming, en valt bestuurlijk gezien onder Sublette County.

## Demografie
Bij de volkstelling in 2000 werd het aantal inwoners vastgesteld op 720.
In 2006 is het aantal inwoners door het United States Census Bureau geschat op 862, een stijging van 142 (19,7%).

## Geografie
Volgens het United States Census Bureau beslaat de plaats een oppervlakte van
1,8 km², geheel bestaande uit land.

## Plaatsen in de nabije omgeving
De onderstaande figuur toont nabijgelegen plaatsen in een straal van 40 km rond Marbleton.